# Ліпники-Старі
Ліпники-Старі (пол. Lipniki Stare) — село в Польщі, у гміні Пултуськ Пултуського повіту Мазовецького воєводства.
Населення — 281 особа (2011).
У 1975-1998 роках село належало до Цехановського воєводства.

## Демографія
Демографічна структура станом на 31 березня 2011 року:
|          | Загалом | Допрацездатний вік | Працездатний вік | Постпрацездатний вік |
| -------- | ------- | ------------------ | ---------------- | -------------------- |
| Чоловіки | 141     | 24                 | 99               | 18                   |
| Жінки    | 140     | 29                 | 70               | 41                   |
| Разом    | 281     | 53                 | 169              | 59                   |